# Rafael Benítez

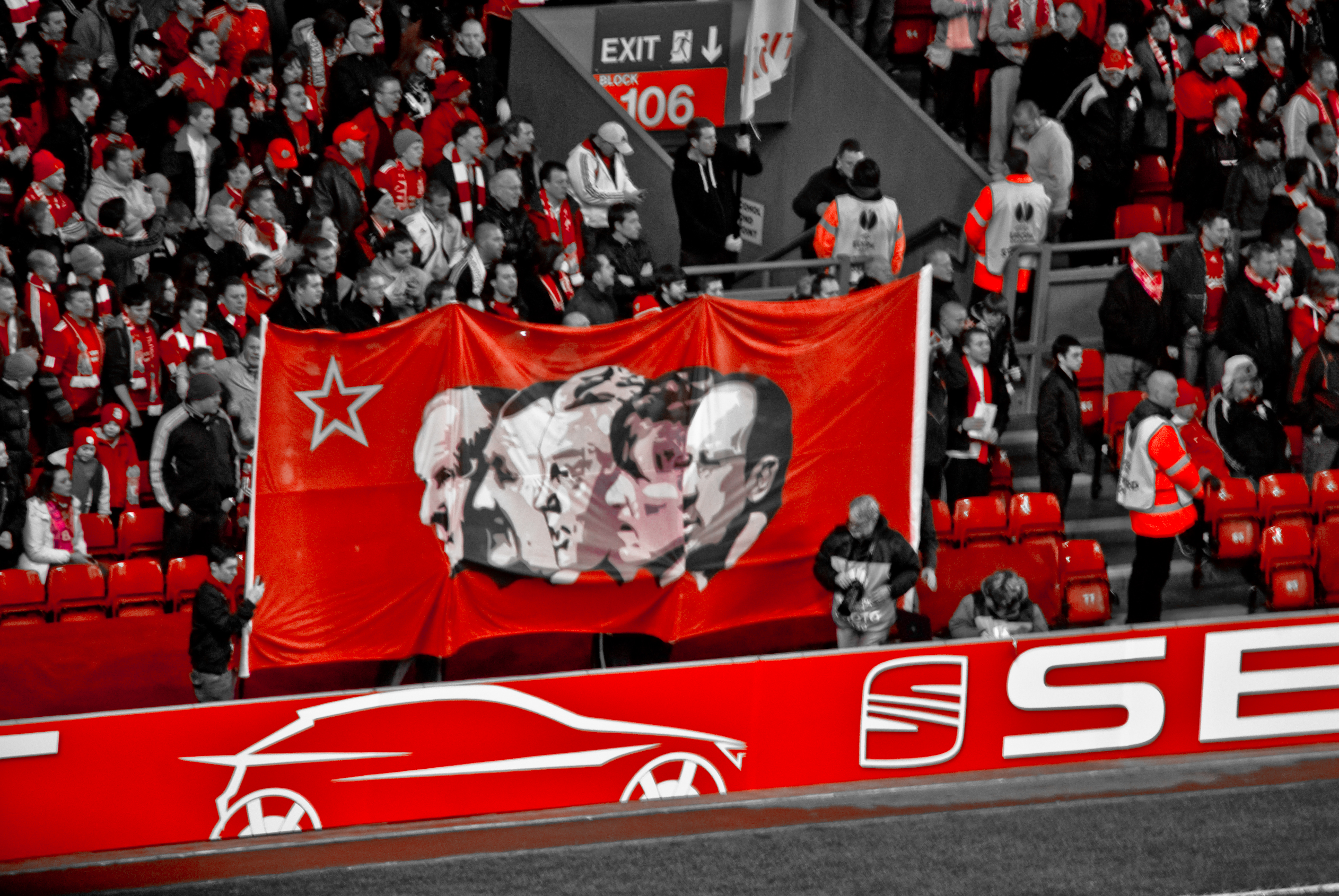
Transparent kibiców Liverpoolu przedstawiający utytułowanych trenerów. Benítez pierwszy z prawej

Rafael „Rafa” Benítez Maudes (ur. 16 kwietnia 1960 w Madrycie) – hiszpański piłkarz i trener.
Jest wychowankiem Realu Madryt. Ponadto był zawodnikiem klubów z Parli i Linares. W wieku dwudziestu sześciu lat zakończył piłkarską przygodę i poświęcił się działalności szkoleniowej. Początkowo pracował z dziećmi i młodzieżą, m.in. w Realu Madryt. Jako trener zespołu seniorów zadebiutował w 1995 roku w Realu Valladolid. Aż do 2001 roku, kiedy został szkoleniowcem Valencii CF, prowadził drużyny drugoligowe lub walczące o utrzymanie się w Primera División. Z Valencią dwukrotnie wywalczył mistrzostwo Hiszpanii oraz – w 2004 roku – Puchar UEFA. Dobrą passę kontynuował w Liverpoolu FC i dzięki wygraniu Pucharu Anglii oraz dwukrotnemu awansowi do finału Ligi Mistrzów stał się jednym z najbardziej cenionych współczesnych szkoleniowców. Kontrakt z Liverpoolem rozwiązał za porozumieniem stron 3 czerwca 2010 roku. Z dniem 8 czerwca 2010 roku stał się trenerem włoskiego klubu Inter Mediolan. 23 grudnia 2010 roku został zwolniony z funkcji trenera Interu Mediolan.

## Kariera szkoleniowa
W drugiej połowie lat 80. zajmował się szkoleniem dzieci i młodzieży w Castilli i Realu Madryt. Później przez pięć lat był trenerem drugiej drużyny Realu.
Samodzielną pracę z zespołem seniorów rozpoczął w 1995 roku, w pierwszoligowym Realu Valladolid, z którym na koniec sezonu 1995–1996 zajął szesnaste miejsce w lidze. Później pracował w drugoligowej Osasunie Pampeluna oraz Extremadurze Almendralejo, z którą najpierw wywalczył awans do Primera División, by po roku znów zawitać do drugiej ligi. W rozgrywkach 2000/2001 był trenerem również grającej na przedsionku ekstraklasy CD Tenerife Santa Cruz.
Kiedy latem 2001 roku szefowie Valencii pożegnali się z Héctorem Raúlem Cúperem, ku zaskoczeniu większości obserwatorów nowym trenerem został właśnie Benítez, który wówczas razem z Tenerife przygotowywał się do powrotu do I ligi. Już w pierwszym sezonie spędzonym w Walencji 42-letni madrytczyk zdobył mistrzostwo kraju. Kiedy w 2004 roku odchodził do Liverpoolu miał na swoim koncie dwa tytuły mistrza Hiszpanii oraz pierwszy w historii klubu Puchar UEFA.
Największą niespodziankę sprawił jednak wiosną 2005 roku, gdy prowadzony przez niego zespół z Liverpoolu pokonał faworytów (Chelsea F.C., A.C. Milan) i zdobył najważniejsze piłkarskie trofeum – Puchar Mistrzów. Pomimo że w rozgrywkach ligowych nie odniósł większych sukcesów, to Rafa Benítez był uważany ówcześnie za jednego z wybitniejszych szkoleniowców. Między innymi był trzecim w historii trenerem (po swoim poprzedniku w Liverpool FC – Bobie Paisleyu oraz José Mourinho), który zdobył z rzędu Puchar UEFA i Puchar Mistrzów.
3 czerwca 2010 Liverpool poinformował za pośrednictwem oficjalnej strony internetowej o odejściu z klubu Rafaela Beníteza. Kontrakt został rozwiązany za porozumieniem stron. Już w niespełna tydzień później znalazł nową posadę w Internazionale, najlepszej ówcześnie drużynie w Europie (po wygraniu Ligi Mistrzów w 2010 r.)
23 grudnia 2010 Inter poinformował za pośrednictwem oficjalnej strony klubowej o zwolnieniu z funkcji trenera Rafaela Beníteza, jednocześnie dziękując za wygrane trofea: Klubowe Mistrzostwa Świata oraz Superpuchar Włoch.
21 listopada 2012 oficjalna strona Chelsea F.C. poinformowała, że zostanie on tymczasowym trenerem londyńskiego klubu, pełniącym swoją funkcję do końca sezonu. Podczas pracy w Chelsea zdobył puchar Ligi Europy.
24 maja 2013 roku ogłoszono, że po wygaśnięciu jego kontraktu z Chelsea, zostanie trenerem SSC Napoli.
3 czerwca 2015 został trenerem Realu Madryt, zaś 4 stycznia 2016 po remisie z Valencią zwolniony z tej funkcji.
11 marca 2016 został trenerem Newcastle United.

## Statystyki kariery

### Trener
Aktualne na 25 listopada 2023.
| Zespół               | Od                | Do               | Statystyka | Statystyka | Statystyka | Statystyka | Statystyka |
| Zespół               | Od                | Do               | M          | W          | R          | P          | % W        |
| -------------------- | ----------------- | ---------------- | ---------- | ---------- | ---------- | ---------- | ---------- |
| Real Madryt Castilla | 1993              | 1995             | 65         | 26         | 18         | 21         | 40,00      |
| Real Valladolid      | 1995              | 1996             | 29         | 5          | 10         | 14         | 17,24      |
| CA Osasuna           | 1996              | 1996             | 11         | 3          | 4          | 4          | 27,27      |
| CF Extremadura       | 1997              | 1999             | 92         | 36         | 26         | 30         | 39,13      |
| CD Tenerife          | 2000              | 2001             | 46         | 23         | 11         | 12         | 50,00      |
| Valencia CF          | lipiec 2001       | 1 czerwca 2004   | 162        | 88         | 41         | 33         | 54,32      |
| Liverpool F.C.       | 16 czerwca 2004   | 3 czerwca 2010   | 350        | 194        | 77         | 79         | 55,43      |
| Inter Mediolan       | 10 czerwca 2010   | 23 grudnia 2010  | 25         | 12         | 6          | 7          | 48,00      |
| Chelsea              | 21 listopada 2012 | 27 maja 2013     | 48         | 28         | 10         | 10         | 58,33      |
| SSC Napoli           | 27 maja 2013      | 3 czerwca 2015   | 112        | 59         | 28         | 25         | 52,68      |
| Real Madryt          | 3 czerwca 2015    | 4 stycznia 2016  | 25         | 17         | 5          | 3          | 68,00      |
| Newcastle United     | 11 marca 2016     | 30 czerwca 2019  | 146        | 62         | 31         | 53         | 42,47      |
| Dalian Yifang        | 2 lipca 2019      | 23 stycznia 2021 | 38         | 12         | 8          | 18         | 31,58      |
| Everton              | 30 czerwca 2021   | 16 stycznia 2022 | 22         | 7          | 5          | 10         | 31,82      |
| Celta Vigo           | 1 lipca 2023      | Obecnie          | 15         | 2          | 5          | 8          | 13,33      |
| Łącznie              | Łącznie           | Łącznie          | 1186       | 574        | 285        | 327        | 48,40      |

## Osiągnięcia

### Klubowe
CF Extremadura
- Awans do Primera División: 1997/98

CD Tenerife
- Awans do Primera División: 2000/01

Valencia CF
- Mistrzostwo Hiszpanii 2001/02, 2003/04
- Puchar UEFA: 2003/04

Liverpool FC
- Puchar Anglii: 2005/06
- Tarcza Wspólnoty: 2006
- Liga Mistrzów UEFA: 2004/05
- Superpuchar Europy UEFA: 2005
- Finał Ligi Mistrzów UEFA: 2006/07
- Finał Klubowych mistrzostw świata: 2005

Inter Mediolan
- Superpuchar Włoch: 2010
- Klubowe mistrzostwo świata: 2010

Chelsea FC
- Liga Europy UEFA: 2012/13
- Finał Klubowych mistrzostw świata: 2012

SSC Napoli
- Puchar Włoch: 2013/14
- Superpuchar Włoch: 2014

Newcastle United
- Awans do Premier League: 2016/17

### Indywidualne
- Menadżer roku według UEFA: 2003/04, 2004/05
- Menadżer miesiąca Premier League: listopad 2005, grudzień 2005, styczeń 2007, październik 2008, marzec 2009, kwiecień 2013
- Nagroda dla najlepszego trenera według magazynu „Don Balón”: 2002